# Оливхерст (Калифорнија)
Оливхерст (енгл. Olivehurst) насељено је место без административног статуса у америчкој савезној држави Калифорнија.

## Демографија
По попису из 2010. године број становника је 13.656, што је 2.595 (23,5%) становника више него 2000. године.
| Група             | 2000.         | 2010.         |
| Белци             | 6.661 (60,2%) | 6.704 (49,1%) |
| Афроамериканци    | 183 (1,7%)    | 322 (2,4%)    |
| Азијати           | 560 (5,1%)    | 772 (5,7%)    |
| Хиспаноамериканци | 2.760 (25,0%) | 4.994 (36,6%) |
| Укупно            | 11.061        | 13.656        |